# 赫爾-懷特模型
金融數學中、赫爾-懷特模型（英：Hull-White model）、是利率模型的一種。此模型中、為了把未來利率的變動變換成數學上較簡潔的Lattice model，將利率當作百慕達選擇權（選擇權存續期間中設定複數個期間，在這些期間可以執行的選擇權），以此便能將利率的變動價值以選擇權模評價型來評價。
赫爾-懷特模型的原型是由約翰·赫爾和艾倫·懷特 在1990年發表的，此模型今日仍經常實際在市場上使用。

## 模型構成
單一要素模型
此模型假設短期利率服從下面的隨機微分方程式：
{\displaystyle dr(t)=\left\{\theta (t)-\alpha (t)r(t)\right\}dt+\sigma (t)dW(t)}
然而不論哪個變數都可以假定跟時間相關，因此依對各變數的假設，一般實務上作以下的區別：
- θ 是常數 ─ 瓦西塞克模型（英语：Vasicek model）
- θ 是跟時間相關的變數 ─ 即赫爾·懷特模型
- θ 還有 α 都是跟時間相關的變數 ─ 赫爾-懷特模型對瓦西塞克模型，又稱為擴展瓦西塞克模型。

雙要素模型
雙要素赫爾-懷特模型 (Hull 2006，第657–658頁) 假設利率的變動服從以下的隨機過程:
{\displaystyle d\,f(r(t))=\left[\theta (t)+u-\alpha (t)\,f(r(t))\right]dt+\sigma _{1}(t)\,dW_{1}(t)\!}
方程中的{\displaystyle \displaystyle u} 的初始值為零並且服從下面的隨機過程:
{\displaystyle du=-bu\,dt+\sigma _{2}\,dW_{2}(t)}
也就是雙要素赫爾-懷特模型，多了一個記為{\displaystyle \displaystyle u}的隨機過程，作為干擾項。
以下說明基本的赫爾-懷特模型、也就是只有θ ，沒有額外的干擾項{\displaystyle \displaystyle u}。
若目前的利率水準相當高（即r ＞ θ(t)/α）， 利率在服從此一隨機微分方程下，對時間的漂移項變動量將會是負值；若目前的利率水準相當低，則漂移項的變動量將會為正。也就是說利率的隨機過程將會服從平均奧恩斯坦-烏倫貝克過程。）

θ 是由利率期間結構曲線計算而來，而α 代表的是利率的變動朝著θ 收斂回歸的速度，是由使用者自行設定的係數，一般由歷史資料推估而來。σ是由市場上所存在可以交易的利率交換選擇權跟利率上限选择权的波動校正項歷史資料所計算得知。
當α、θ 、σ為常數，依伊藤引理可以證明以下方程成立。
{\displaystyle r(t)=e^{-\alpha t}r(0)+{\frac {\theta }{\alpha }}\left(1-e^{-\alpha t}\right)+\sigma e^{-\alpha t}\int _{0}^{t}e^{\alpha u}\,dW(u)}
且服從常態分布：
{\displaystyle r(t)\sim N\left(e^{-\alpha t}r(0)+{\frac {\theta }{\alpha }}\left(1-e^{-\alpha t}\right),{\frac {\sigma ^{2}}{2\alpha }}\left(1-e^{-2\alpha t}\right)\right)}

## 以此模型評價債券
現在時刻為 S ，到期日為 T 的債券折現價格為：（需注意此模型具有仿射期限結構）
{\displaystyle P(S,T)=A(S,T)e^{-B(S,T)r(S)}}
且
{\displaystyle B(S,T)={\frac {1-e^{-\alpha (T-S)}}{\alpha }}}

{\displaystyle A(S,T)={\frac {P(0,T)}{P(0,S)}}\exp(}

{\displaystyle -B(S,T){\frac {\partial \log(P(0,t))}{dt}}-{\frac {\sigma ^{2}(e^{-\alpha T}-e^{-aS})^{2}(e^{2aS}-1)}{4a^{3}}})}

因此、P(S,T) 的到期時價格、服從對數常態分佈。

## 選擇權價格的評價
將到期日為S的債券作為基準財，依格賽若夫定理、時刻 S 時具有收益 V(S) 在時刻 t 的價值 V(t) 以下面的公式計算：
{\displaystyle V(t)=P(t,S)\mathbb {E} _{S}[V(S)|{\mathcal {F}}(t)]}
這邊的{\displaystyle \mathbb {E} _{S}}是以在時刻S時的風險中立測度所計算的附條件機率期待值。並且依一般的風險中立理論，可得在時刻 T 時有收益 V(T) 遠期契約價格 {\displaystyle F_{V}(t,T)}滿足
{\displaystyle F_{V}(t,T)=V(t)/P(t,S)}，故
{\displaystyle F_{V}(t,T)=\mathbb {E} _{T}[V(T)|{\mathcal {F}}(t)].\,}成立。
如此一來就可以評價只依存於債券 P(S,T)的各種衍生性金融商品 V的價格。
舉例而言，債券賣權的價值為：
{\displaystyle V(S)=\left\{K-P(S,T)\right\}^{+}}

因為P(S,T)服從對數常態分布，便可依照布萊克-休斯模型的方法進行一般化計算：
{\displaystyle {E}_{S}[\left\{K-P(S,T)\right\}^{+}]=KN(-d_{2})-F(t,S,T)N(d_{1})}
且
{\displaystyle d_{1}=\log {\frac {F}{K}}+{\frac {\sigma _{P}^{2}S}{2}}}
{\displaystyle d_{2}=d_{1}-\sigma _{P}{\sqrt {S}}}
依此，將（P(0,S) 乘回去後，現在的価値是：
{\displaystyle P(0,S)KN(-d_{2})-P(0,T)N(-d_{1})}

此處的σP 乃是關於 P(S,T) 的對數常態分佈的標準。
這邊進行複雜的代數計算後，便可得出下列公式並依此了解到跟此模型最基本變數的關係：
{\displaystyle {\sqrt {S}}\sigma _{P}={\frac {\sigma }{\alpha }}\left\{1-e^{-\alpha (T-S)}\right\}{\sqrt {\frac {1-e^{-2\alpha S}}{2a}}}}
需要注意的是，價值的計算使用了依到期時刻 S 的債券的風險中立測度所計算的期待值，原本的赫爾・懷特過程並不指定特定的測度進行計算。但衍生性金融商品計算時攸關的問題是波動性的測量，因此影響不大。
因為利率上限選擇權跟債券的賣權與買權等價，便可依此評價方法評價利率上限選擇權。
藉著Jamshidian's trick，利率交換選擇權的價格的計算，便只是跟即期的短期利率相關的單調函數，因此此選擇權的價格便可以赫爾-懷特模型計算。

## 樹狀圖
然而利率上限選擇權與利率交換選擇權等較為單純的金融商品，通常作為波動校正係數的測量。此模型真正的用處，是用來評價在樹狀圖上表示方式相當複雜，如百慕達選擇權這類的新奇選擇權的評價。

## 關聯項目
- 金融工程學
- 金融數學
- 瓦西塞克模型（英语：Vasicek model）
- Cox–Ingersoll–Ross model